# Peter Gunn
Peter Gunn ist eine US-amerikanische Krimiserie von Blake Edwards, die zunächst von 1958 bis 1960 auf NBC und dann noch bis 1961 auf ABC ausgestrahlt wurde. Protagonist der Serie ist der Privatdetektiv Peter Gunn. In Deutschland wurden ab Mai 1997 50 der insgesamt 114 Episoden nachkoloriert auf RTL ausgestrahlt. Regie führten Blake Edwards, Boris Sagal, Robert Gist, Jack Arnold, Lamont Johnson und Robert Altman.
International bekannt wurde die Serie durch den gleichnamigen Titelsong von Henry Mancini, der kurz nach der Erstausstrahlung durch Duane Eddy interpretiert wurde. Das Soundtrack-Album The Music from Peter Gunn von Henry Mancini gewann 1959 den allerersten Grammy für das beste Album des Jahres. Das Musikstück wurde kurze Zeit später für die 1959 bis 1968 vom Deutschen Fernsehfunk ausgestrahlte Krimiserie Blaulicht von deren Folge 13 Antiquitäten (Erstausstrahlung am 12. November 1961) an ebenfalls als Titelmusik verwendet. Auch in dem Kinofilm Blues Brothers aus dem Jahre 1980 wird das Stück in einer Szene als Hintergrundmusik verwendet.

## Handlung
Peter Gunn ist ein Privatdetektiv in einer namenlosen Großstadt. Er tritt distinguiert und gut gekleidet auf, kann aber bei seinen Ermittlungen auch rau werden. Sein bevorzugter Aufenthaltsort ist die Jazz-Bar „Mothers“, die von „Mother“, einer älteren Wirtin, betrieben wird. In der Bar arbeitet auch Gunns Freundin, die Sängerin Edie Hart, welche in der dritten Staffel auch ihren eigenen Laden eröffnet. Bei „Mother“ erhält Gunn durch Kontaktpersonen zur Unterwelt wichtige Informationen für seine Aufträge. Ab und zu vermittelt sein Freund, der Polizeileutnant Jacoby, dem Privatdetektiv auch Aufträge.

## Produktionsgeschichte
Edwards entwickelte die Serie aus der ebenfalls von ihm kreierten Hörspielreihe Richard Diamond, Privatdetektiv (1949–1953), die er von 1957 bis 1960 als Fernsehserie mit David Janssen produzierte.
Aus Kostengründen wurde Peter Gunn noch auf Schwarzweißfilm meist im Studio und nachts produziert, da Tagesdreharbeiten außerhalb zu aufwändig waren. Um die Figur des Peter Gunn auch optisch unverwechselbar zu machen, erfand Edwards für sie eigens den Peter-Gunn-Haircut, einen Bürstenschnitt mit Scheitel.
In der ersten Staffel spielte Hope Emerson die Rolle der Wirtin Mother. Nach dem Tod Emersons übernahm Minerva Urecal für die zweite Staffel die Rolle.
Die Produktion der Serie wurde 1961 von Edwards eingestellt, um sich ganz dem Filmgeschäft widmen zu können.

## Kritik
„Lange, unwirkliche Schatten, die nächtliche Atmosphäre unterlegt mit Jazz, machten Gunns Los Angeles zum mythischen Ort, zur ultimativen Noir-City des Fernsehens […]
Es gab Dutzende von Serien, die Stil, Haltung oder Konzept von PETER GUNN kopierten. Sie haben alle auch heute noch ihre besenharten Fans, aber jeder von ihnen gibt zu, daß PETER GUNN das Original ist, das die coolen, schicken Detektive der 60er Jahre startete, die in einer Welt agierten, die manchmal so bizarr wie ein BATMAN-Comic von Bob Kane war und in der Musik und Kamera die zweite Hauptrolle spielten.“